# 리저너블 다우트
《리저너블 다우트》(영어: Reasonable Doubt 혹은 영어: The Good Samaritan)는 2014년 개봉한 캐나다와 독일의 범죄 스릴러 영화이다.

## 줄거리
시카고 지방 검사 미치 브록던은 음주 운전을 하다가 사고로 한 가석방 대상자를 치게 되자 익명으로 신고를 한 뒤 뺑소니를 선택한다. 클린턴 데이비스라는 남자가 무고하게 대신 범인으로 몰리고, 우연찮게 해당 사건을 맡게 된 브록던은 데이비스가 무죄 판결을 받게 하려고 힘쓴다. 브록던은 데이비스가 자택에 침입한 어느 가석방 대상자에 의해 아내와 아들을 잃었으며 여러 미제 사건들과 관련이 있다는 걸 알게 된다.
데이비스가 풀려나자마자 기존 미제 사건들과 비슷한 수법의 살인 사건이 벌어진다. 이에 브록던은 데이비스가 가석방 대상자들이 추가 범죄를 저지르는 것을 막기 위해 이들을 죽이는 연쇄 살인범이라고 확신한다.

## 출연진
- 도미닉 쿠퍼 - 지방 검사 미치 브록던 역
- 새뮤얼 L. 잭슨 - 클린턴 데이비스 역
- 에린 카플럭 - 레이철 브록던 역
- 글로리아 루번 - 블레이크 캐넌 형사 역
- 라이언 로빈스 - 지미 로건 역
- 딜런 테일러 - 지방 검사보 스튜어트 윌슨 역
- 필리페 브레닝크마이어 - 지방 검사 존스 역
- 윌 와이토위치 - 내근 경사 역
- 존 B. 로 - G. 매케나 판사 역
- 제시카 벌러슨 - 비서 역
- 켈리 울프먼 - 브라운 박사 역
- 딘 하더 - 테리 로버츠 역
- 데이비드 덩컨 - 법정 관리원 역
- 크리스 윗카우스키 - 프랜시스 멀리건 역